# Gridlock

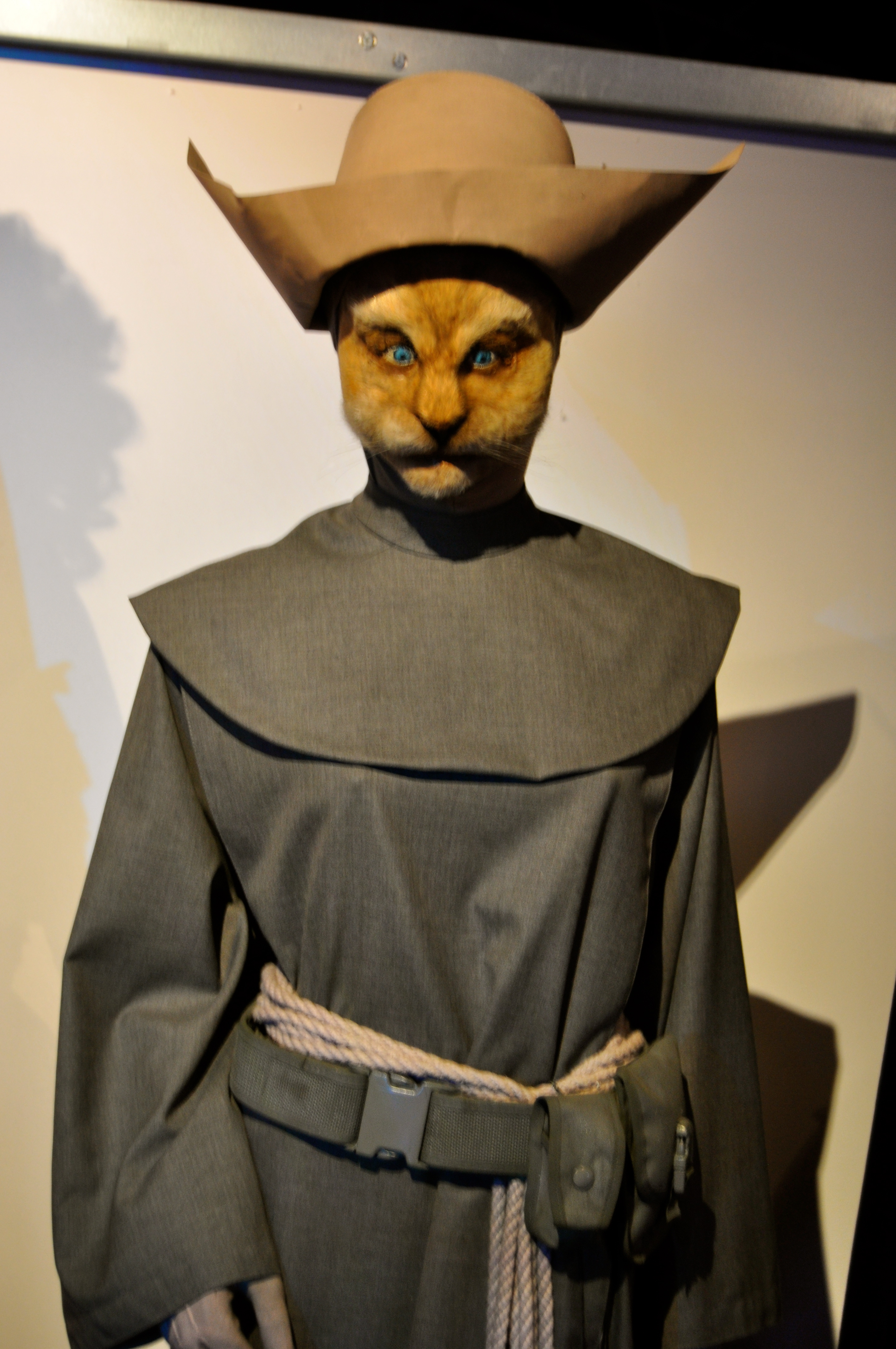
헤임 수녀

"Gridlock" (KBS 방영 제목: 〈출구 없는 고속도로〉)는 영국의 SF 드라마 《닥터 후》 시즌 3의 세번째 에피소드이다. 영국에서는 2007년 4월 14일에 처음 방영되었다. 작가는 러셀 T 데이비스, 감독은 리처드 클라크이다. 'Gridlock'는 도로상의 차량들이 완벽하게 교착 상태에 빠진 상황을 일컫는 말이다.
지금으로부터 50억 년 뒤의 먼 미래, "The End of the World"에서 원래 지구가 파괴됨에 따라 인류가 새로 정착해온 신지구 행성을 무대로 한다. 거대 도시 뉴뉴욕을 둘러보던 10대 닥터 (데이비드 테넌트)와 동행자 마사 존스 (프리마 아저먼)는 지하 고속도로인 '모터웨이'에서 수만 명의 시민들이 영원한 정체 속에 갇혀버렸다는 사실을 알게 된다. 이때 마사가 납치되어 어느 차량에 동승하게 되고, 닥터는 마사가 미지의 '고속차선'에 들어서기 전에 구출하려 나선다.
"Gridlock"은 시즌 1의 "The End of the World"와 시즌 2의 "New Earth"를 잇는 에피소드라 볼 수 있으며, 이번 시즌의 주제에 관한 힌트를 남기는 에피소드이기도 하다. 또 닥터가 세상에 희망을 가져다주는 과정을 전달하기 위한 에피소드로 기획되었다. "Gridlock"의 제작은 2006년 9월부터 10월까지 이뤄졌다. 대부분의 촬영 작업은 실내 스튜디오에서 촬영되었고, CG를 대량 활용하였기 때문에 'CG 세계'를 무대로 삼은 것이나 다름없었다. 다만 일부 로케이션 촬영도 진행되었으며 대부분 영국 카디프의 '평화의 신전'에서 촬영됐다. "Gridlock"은 영국에서만 841만 명이 시청하였으며 대체로 좋은 평을 받았다.

## 줄거리
10대 닥터와 마사 존스는 타디스를 타고 신지구 행성으로 떠난다. 그들이 도착한 곳은 도시 국가 뉴뉴욕의 지하 도시에 있는 골목이었는데, 그곳에서는 거리 상인들이 '기분 약'을 팔고 있었다. 기분 약이라는 것은 일종의 스티커로, 몸에 붙이면 자신의 기분을 조절할 수 있는 약이었다. 닥터가 노점상의 손님과 대화를 나누던 사이 갑자기 어느 커플이 나타나 총으로 협박하며 마사를 그대로 납치한다. 둘은 마사를 어느 차량에 태우고는 갑자기 납치해서 미안하다며, 자신들을 마일로와 친이라고 소개한다. 마사를 납치한 이유에 대해 묻자 자신들은 이곳 '모터웨이'을 따라 이사를 가고 있는데, 정체가 전혀 없는 '고속 차선'을 이용하려면 반드시 세 명의 성인이 동승해야 했기 때문이라고 밝힌다. 그리고는 10마일 앞에 있는 목적지에 도달하면 마사를 다시 돌려보내겠다고 약속하는데, 정체구간에서 10마일을 가려면 자그마치 6년이 걸리니 고속차선을 이용하겠다는 심산이었다.
닥터도 마사가 납치된 경로를 따라가다 모터웨이에 도착한다. 모터웨이는 지상과 완전히 단절되어 있는 고속도로로, 수천 대의 공중부양 차량들이 교착상태에 빠져 있었다. 얼마나 오랫동안 쌓였는지 모를 매연들이 고속도로 안을 가득 메우고 있었고, 닥터는 매연을 피해 어느 차량 안으로 도피한다. 그곳에는 고양이 인간인 '토머스 킨케이드 브래니건'과 인간 아내 밸러리, 그리고 고양이 자식들이 타고 있었다. 닥터는 두 사람과 대화를 나누면서, 그 차량 뿐만 아니라 온 도로의 차량들이 수 년에 달하는 시간 동안 아주 조금씩만 앞으로 나아갔다는 사실을 알게 된다. 마사를 빨리 찾아야겠다는 닥터의 말에 브래니건은 이웃의 도움을 받아 마사가 타고 있는 차량의 위치를 추적해 알려주는데, 이미 고속 차선으로 향하고 있었다. 닥터는 경찰과 연락하려고 하지만 통화 대기중이라는 답변만 반복하고, 브래니건도 자기 가족을 위험에 빠뜨릴 수 없다며 도움을 거절한다. 결국 닥터는 혼자서 마사가 있는 곳까지 내려가기로 맘먹고, 아랫쪽 차량으로 뛰어내린 뒤 소닉 스크류드라이버로 차량 천장을 열고 거쳐가는 식으로 한 차선 한 차선 내려가기 시작한다. 닥터가 떠난 뒤 헤임 수녀가 브래니건의 차량에 들어와 닥터의 행방을 묻고 곧 뒤쫓기 시작한다.
한편 마일로와 친, 마사는 고속차선 진입을 앞두고 있었다. 그런데 갑자기 밖에서 희미한 괴성이 들린다. 친은 고속차선에 무언가 있는 것 같다는 괴담을 들었다고 말한다. 고속차선으로 한번 내려간 차량은 그 자리에서 사라져, 다시는 본 사람이 없다는 것이었다. 이에 마일로는 그냥 공기 배출구 소리라고 치부한다. 드디어 고속차선에 진입하자, 아까 그 괴성이 이제는 온 곳에서 들려오기 시작한다. 그때 근처에 있던 다른 차량으로부터 무선연락이 와서 받았더니, 고속 차선에 괴물들이 득실거리니 먹히기 전에 당장 저속차선으로 다시 올라갈 것을 경고한다. 그 사이 가장 아래쪽 차선의 차량까지 내려온 닥터는 차량 밑의 고속차선을 살펴보는데, 그곳에는 '매크라' (Macra)들이 득실거리고 있었다. 매크라는 게처럼 생긴 거대한 생명체들로, 한때는 인간을 노예로 부릴 정도로 지능을 갖췄으나 이제는 야생의 짐승으로 전락한 종족이었다. 모터웨이에서는 밑바닥에 모여 살며 고속차선을 지나다니는 차량을 잡아먹는다는 것이었다. 그리고 닥터는 마일로의 차량이 매크라의 집게에 이리저리 잡히기 직전인 모습을 목격한다. 그때 마사가 매크로들이 빛과 움직임을 보고 달려드는 것이라는 점을 깨닫고 마일로로 하여금 차량내 모든 전원을 끄라고 지시한다. 그 결과 매크로들이 잠잠해지고 겨우 목숨을 건지지만, 전원을 모두 꺼버린 탓에 차량 내의 공기는 불과 몇 분 숨쉴 정도밖에 남지 않게 되었다.
닥터를 쫓아 내려오던 헤임 수녀는 드디어 닥터를 만나고, 닥터와 함께 뉴뉴욕 상원 건물로 순간이동한다. 그런데 상원에는 의원들의 유골만 남아 방치되어 있었다. 헤임 수녀의 설명에 따르면 24년 전 어느날 '지복' (Bliss)라는 약이 발명되었는데 중독성이 대단했던 탓에 누구나 애용하게 되었다. 그러나 지복 약으로 돌연변이를 일으킨 바이러스가 전염되면서 지상에 있던 온 시민들이 단 7분 만에 사멸했다는 것이었다. 다행히 지하도시는 봉쇄되어 살아남았고, 바이러스도 소멸되었지만 모터웨이의 봉쇄를 해제할 동력은 부족했던 탓에 그곳에 있던 사람들은 영원한 정체 속에 갇혀있게 된 것이었다. 한편 그곳에는 보의 얼굴이 닥터를 기다리고 있었다. 보의 얼굴은 자기 스스로를 시스템에 연결해 모터웨이가 지금 수준으로나마 작동하도록 유지하며 수십년을 버텨오고 있었다. 닥터는 헤임 수녀와 함께 모터웨이의 봉쇄를 해제하기 위해 시스템 동력을 올리려 하나 실패한다. 이에 보의 얼굴이 자신을 희생하여 마지막으로 남아있던 생명력을 시스템에 공급해주고, 그 결과 모터웨이의 천장이 활짝 열리게 한다. 닥터는 모터웨이의 모든 차량을 대상으로 천장 밖으로 탈출해 나오라고 지시하고, 마사가 탄 차량에는 자신에게 오는 경로를 알려준다.
마사가 도착하자, 닥터와 헤임 수녀는 죽어가는 보의 얼굴을 보살펴주고 있었다. 보의 얼굴을 감싸던 유리막이 깨져버려 밖으로 나와있는 상태였다. 닥터는 보의 얼굴도 마지막 남은 종족이라는 점에 동질감을 느끼며 어떻게든 살려보려 애쓴다. 그러나 이미 죽음을 눈앞에 뒀다는 것을 알고있던 보의 얼굴은 닥터에게 마지막 메시지를 전하는데, 그것은 바로 "당신은 혼자가 아니다" (You are not alone)이었다. 닥터와 마사는 슬퍼하는 헤임 수녀를 뒤로 한 채 발걸음을 옮긴다. 마사가 그 메시지가 무슨 뜻이냐고 묻자 닥터는 아무 뜻도 아니라고 말한다. 닥터의 거짓말에 화가 난 마사는 제대로 된 답을 들을 때까지 여기 있겠다고 말한다. 그때 뉴뉴욕의 살아남은 사람들이 부르는 찬송가가 온 도시에 울려퍼진다. 닥터는 마사에게 자신은 마지막 남은 타임 로드이며 자기네 행성은 시간 전쟁으로 파괴되었음을 고백한다.